# الینجوا
الینجوا (به فرانسوی: Allenjoie) یک کمون در فرانسه است که در Canton of Étupes واقع شده‌است.

## خصوصیات
الینجوا ۶٫۵۶ کیلومترمربع مساحت و ۷۱۰ نفر جمعیت دارد.